# أور جيلر
أور جيلر (بالعبرية: אורי גלר ‏) (و. 1946  م) هو نفسي، ومدون، وساحر استعراضي، وممثل أفلام، ومخادع ‏، وممثل إسرائيلي.

## وصلات خارجية
- أور جيلر على موقع IMDb (الإنجليزية)
- أور جيلر على موقع مونزينجر (الألمانية)
- أور جيلر على موقع ميوزك برينز (الإنجليزية)
- أور جيلر على موقع إن إن دي بي (الإنجليزية)
- أور جيلر على موقع ديسكوغز (الإنجليزية)
- أور جيلر على موقع قاعدة بيانات الفيلم (الإنجليزية)

- أور جيلر في قاعدة بيانات الأفلام على الإنترنت